# Filicisparsa albobrunnea
Filicisparsa albobrunnea is een mosdiertjessoort uit de familie van de Oncousoeciidae. De wetenschappelijke naam van de soort is voor het eerst geldig gepubliceerd in 2010 door Dennis Gordon & Paul Taylor.